# دم‌چلچله‌ای‌های آمریکایی
دم‌چلچله‌ای‌های آمریکایی (نام علمی: Sematuridae) نام یک تیره از راسته پروانه‌سانان است.